# Synodontis dekimpei
Synodontis dekimpei är en fiskart som beskrevs av Paugy, 1987. Synodontis dekimpei ingår i släktet Synodontis och familjen Mochokidae. IUCN kategoriserar arten globalt som akut hotad. Inga underarter finns listade i Catalogue of Life.